# Servicio de Vigilancia Aérea
Il n'y a officiellement aucune force aérienne du Costa Rica; la seule unité aérienne existante est rattachée aux forces publiques du Costa Rica. Actuellement, cette unité, officiellement appelée Servicio de Vigilancia Aérea (SVA), n’a pas d’aéronef militaire armé. Ses principales bases aériennes sont situées à trois endroits différents, San José étant le principal centre d’opérations. Parmi les aéronefs et les hélicoptères utilisés par cette unité, on compte quelques Cessna 210, Cessna 206, Piper PA-31T Cheyennes, Piper PA-34 Senecas et Hughes 500 (369E), ainsi que des hélicoptères très modernes MD 600.

## Missions
La SVA a pour mission de:
```
"Fournir un soutien aérien dans les actions de sécurité menées par les forces de police, dans les missions humanitaires, les transferts de responsables gouvernementaux; Assurer la sécurité et la surveillance dans les aéroports du pays pour protéger les citoyens nationaux et étrangers."
```

Certaines des fonctions les plus courantes de la SVA consistent à transporter des civils blessés vers les hôpitaux de la capitale, et à contribuer à la lutte antidrogue. De nombreuses opérations de trafic de drogue sont réalisées en accord avec les États-Unis, principalement dans les zones côtières et en mer.
Selon un nouveau projet de loi qui doit encore être adopté par l'Assemblée législative, la nouvelle désignation de cette unité aérienne de la police serait Policia de Vigilancia Aérea.

## Historique
Le Costa Rica est l'une des plus anciennes démocraties de la région et a officiellement aboli son armée le 1er décembre 1949, juste après la fin d'une révolution qui a réformé les structures politiques du pays. La sécurité intérieure du pays était administrée par la Garde civile qui, au fil des ans, est devenue ce qu’elle est maintenant, les Forces publiques du Costa Rica, sous le commandement du Ministère de la sécurité publique. Il est composé de plusieurs départements: forces publiques, police anti-drogue, service de la Garde côtière nationale, école de police nationale, réserve de la force publique et service de surveillance aérienne.
En 1958, l'unité aérienne fut dotée d'un Cessna 180 pour le transport des fonctionnaires. En 1962, elle acquit trois Cessna 185. Plus tard en 1970, elle a acquis un hélicoptère à l'usage du président.
En 1994, elle a été renommée Servicio de Vigilancia Aérea, SVA, avec alors 15 appareils.

## Matériel
À la suite des nombreuses opérations de lutte contre le trafic de drogue, un certain nombre d’aéronefs ont été ajoutés à la liste des actifs par confiscation. Les États-Unis ont également fait don d’aéronefs, d’équipements et d’un soutien logistique. Le préfixe de la plupart des aéronefs est MSP suivi d’un numéro de série.

Ancien insigne

| Appareil                          | Type               | Version    | En service | Notes                                     |
| --------------------------------- | ------------------ | ---------- | ---------- | ----------------------------------------- |
| Aero Commander 695                | Utilitaire         | 695        | 1          |                                           |
| Beechcraft King Air 350           | Surveillance       |            |            | Un en commande - livraison prévue en 2019 |
| Cessna 206                        | Utilitaire         | 206G       | 2          |                                           |
| Cessna 207                        | Utilitaire         |            | 1          |                                           |
| de Havilland Canada DHC-4 Caribou | Transport tactique |            | 1          |                                           |
| MD Helicopters MD 500             | Utilitaire         | MD 500E    | 2          |                                           |
| MD Helicopters MD 600             | Utilitaire         | MD 600     | 2          |                                           |
| Piper PA-31 Navajo                | Utilitaire         |            | 3          |                                           |
| Piper PA-34 Seneca                | Utilitaire         | PA-34-200T | 1          |                                           |
| Harbin Y-12                       | Utilitaire         | Y-12E      | 2 (2016)   |                                           |

,